# SSTO
SSTO (angleška kratica za Single Stage To Orbit) je koncept vesoljskega plovila (rakete), ki bi se izstrelilo v orbito v samo eni stopnji, brez odmetavanja drugih stopenj (motorjev) med letom. Konvencionalne rakete uporabljajo več stopenj (po navadi 2-3, lahko tudi štiri), ki se med letom ločijo od rakete in raketa postane lažja. Predlagana SSTO plovila so v veliko primerih uporabljiva večkrat, ni pa nujno. 
Zagovorniki tehmologije SSTO menijo, da bi njena uporaba izredno pocenila vesoljske polete (po nekaterih ocenah celo do 90 %), obenem pa bi bila vesoljska vozila varnejša ter bolj zanesljiva.
Do danes še niso izstrelili SSTO rakete iz površja Zemlje. So pa izstrelili plovilo v eni stopnji iz Lune v programu Apollo. Tudi Sovjeti so izstrelili plovilo brez posadke iz Lune v eni stopnji. Raketoplan Space-Shuttle je uporabljal glavno stopnjo motorja SSME od izstrelitve do dosega orbite, med letom je sicer odvrgel SRB potisnike na trdo gorivo.

## Zasnova enostopenjskih plovil
V preteklosti so se pojavili različni načrti za taka vozila; pogosto so se pojavljale naslednje zasnove:
- Navpičen vzlet, navpičen pristanek: Vozilo bi tako, kot današnje rakete vzletelo navpično, ob povratku na Zemljo pa bi pristalo v navpičnem položaju. Za tak pristanek bi bila uporabljena padala ali lastni raketni motorji, za kar bi vozilo moralo nositi dodatno zalogo goriva.

- Navpičen vzlet, vodoraven pristanek: Ta zasnova je podobna ameriškemu raketoplanu Space Shuttle, ki ima enak profil leta.

- Vodoraven vzlet, vodoraven pristanek: Za vzlet bi bila tu uporabljena običajna vzletna steza, vzlet pa bi se izvršil z uporabo lastnih motorjev ali z dvigom vozila na ustrezno višino s pomočjo drugega letala.

Razumljivo je, da morajo vozila za horizontalni vzlet in pristanek imeti krila, ki predstavljajo dodatno maso.
Za pogon teh vozil bi se uporabljali raketni motorji ali kombinacija raketnih motorjev z motorji za letenje v atmosferi (reaktivni motor, ramjet,...).
Ker bi bila uporabljena samo ena stopnja, bi bilo potrebno vse tanke za gorivo namestiti v samo vozilo. Tu se pojavi problem razmerja med maso polnega in maso vozila brez goriva, ki ga večstopenjske rakete rešujejo z odmetavanjem uporabljenih stopenj. Za dosego tega bi morala biti masa praznega vozila zelo majhna, kar zahteva uporabo posebnih materialov. Obenem bi morali tudi pogonski motorji imeti zelo visok izkoristek na vseh višinah ter majhno maso. Strokovnjaki menijo, da je te zahteve z današnjo tehnologijo že možno doseči, vendar bi to pomenilo obratovanje na meji zmogljivosti materialov, kar bi zahtevalo ogromno testiranja in vzdrževanja.
Glavni del stroškov izstrelitve raket iz Zemlje, sicer ni gorivo, ki se ga porabi relativno veliko ampak zelo dragi raketni motorji, ki se največkrat uporabijo samo enkrat. Večstopenjske rakete imajo motorje v prvi stopnji in potem še dodatne motorjev v drugih stopnjah. SSTO bi imel motorje ki bi delovali do dosega orbite in bi lahko zelo zmanjšal stroške izstrelitve.
Problem SSTO je delovanje raketnih motorjev pri različnih režimih, npr. izstrelitev težko naložene rakete pri relativno gostem zraku. V zgornjem dela leta pa je skoraj popolen vakuum in je masa raketa zaradi porabljenega goriva dosti manjša. Večstopenjske rakete uporabljajo prilagojene motorje in različno močne motorje za posamezne režime leta. Pri vzletu je potreben velik potisk, ker je raketa težko naložena in je tudi zračni upor velik. Ko se prva stopnja (motorji in rezervoarji) nekaj minutah leta loči, postane raketa dosti lažja in na veliki višini je tudi manjši zračni upor. Zato imajo motorji v drugi in nadalnjih stopnjah precej manjši potisk. SSTO motorji bi morali proizvajati zelo velik potisk ob vzletu in tudi optimalno delovati na velikih višinah z manjšim potiskom.

## Prihodnost enostopenjskih plovil
Kljub različnim načrtom in velikih količinah vloženih sredstev ni mogoče pričakovati, da se bodo plovila na osnovi principa SSTO pojavila v bližnji prihodnosti. NASA je v programu upokojitve raketoplanov kot nadomestilo preučevala tudi taka plovila (npr. Lockheed Martin X-33), vendar so bili projekti ustavljeni pred izdelavo letečih prototipov.
Obstaja več predlogov SSTO plovil:
- Skylon
- McDonnell Douglas DC-X
- X-33
- X-33
- Rotary Rocket Roton